# Cerkev sv. Martina, Hartberg
Cerkev svetega Martina v Hartbergu je rimskokatoliška mestna cerkev, posvečena svetemu Martinu. Današnja zunanja podoba temelji na poznobaročni obnovi.

## Zgodovina
Cerkev stoji na ostankih rimske zgradbe iz obdobja okoli 200 n. št.

### Romanika
Takoj po ustanovitvi prvega trga v Hartbergu leta 1128 je bil zgrajen romanski kor v kvadratni cerkvi in posvečen svetemu Martinu. Leta 1140 je bila poleg Riegersburga in Leibnitza po nalogu arhidiakona Reinberta iz Fischaua ustanovljena župnija kot ena od prafar. Prvi pastor Erchenger je bil dokumentiran leta 1157. V obdobju od 1163 do 1201 je Ulrich, nečak arhidiakona Reinberta, v osmih listinah omenjen kot pastor Hartberga. Pastor Ulrich je kvadratno cerkev razširil v triladijsko baziliko s stolpom nad vzhodnim korom. Glavna ladja in dve nižji stranski ladji z okni nad njima so imele ravne strope. Današnji zvonik, ki je bil prvotno romanski stolp iz klesanega kamna, je verjetno iz tega obdobja gradnje.

## Gotika
Sredi 15. stoletja je bil kor cerkve podaljšan na vzhod v gotskem slogu. Ladja je dobila zvezdast obok in lasten zvonik (vzhodni stolp). Takrat zgrajeni oboki so še vedno ohranjeni v ladji. Pri opornikih je vklesana letnica 1467.

### Barok
Ko je izbruhnil požar leta 1715, je bil Hartberg, razen nekaj hiš, uničen. Stolp je pogorel, kar je vplivalo tudi na cerkev. Škoda po požaru, delno slabo stanje in majhna zmogljivost cerkve so zahtevali novo zgradbo. Leta 1750 so se po naročilu pastorja Gerharda Soeckerja (1736–1758) začela izkopavanja. Leta 1751 so se odločili za popolno prenovo.
Romanske stranske ladje so porušili, zgradili nove, jih opremili z emporami in razširili na zahodni strani nekdanjega utrjenega stolpa. Romanski stolp so preoblikovali v sedanji baročni zvonik z najlepšo kapo na Štajerskem. Svetišče je dobilo nov obok in po odstranitvi razpadajočega vzhodnega stolpa kvadratni kor namesto ovalne plitve kupole. Zakristija je bila razširjena in na severu zgrajena Marijina kapela. Gradbeni mojster Thoman Reiff iz Hartberga je leta 1756 dokončal celotno preoblikovanje notranjosti v baročnem slogu.

### Obnova
- Obnova zunanjosti: leta 1840, 1887, 1928, 1955, 1978, 2005
- Obnova notranjosti: leta 1840, 1863, 1905-1911, 1960, 1973, 2004

Izkopavanja ob notranji prenovi leta 1973 so razkrila nekatere ostanke štirih obdobij gradnje župnijske cerkve. Pri vgradnji talnega ogrevanja so našli hipokavst in dele zidu rimske stavbe iz 2.–3. stoletja ter temelje romanskega kora kvadratne cerkve, pa tudi kripto.

## Oprema
Ob vstopu v cerkev naletimo na usklajeno notranjo opremo, uspešno združitev gotskega prostora z baročno opremo, oltarjem in sedmimi stranskimi oltarji.

### Prezbiterij
Glavni oltar je delo samostanskega mojstra Johanna Cyriaca Hackhoferja, verjetno je nastal pred baročno obnovo leta 1717. Prikazuje svetega Martina, ki plava proti nebu, angelski roj okoli njega in vse škofovske pripomočke. Freske grajskega slikarja Josefa Adama Molka nad oltarjem kažejo svetega Martina ob prihodu v nebesa. Glavni oltar je iz leta 1766.
Prezbiterij levo zaokroža kip device Marije in desno kip svetega Jožefa z dojenčkom Jezusom.
Leta 1984 so prenovili kor. Baročne korne klopi so iz samostanske cerkve v Gossu, kamnito oltarno mizo je zasnoval graški arhitekt Reinhard Schöpf. Nad oltarjem visi velik gotski križ, ki je bil v baroku nekoliko spremenjen.

### Marijina kapela
Marijina kapela je nasproti zakristije na severu.

### Krstilnica
Freska v krstilnici prikazuje svetega Janeza Krstnika pri Jezusovem krstu. Kamen krstilnik je renesančen in je datiran v leto 1648. Štiri oljne slike kažejo čaščenje Svetih treh kraljev, Jezusovo obrezovanje, predstavitev Jezusa in pokol nedolžnih. Na južni steni je spominski kamen grajskega gospoda Maximiliana Steinpeisa († 1635) in duhovnika Matthiasa Dolla iz Dollenberga († 1657).

### Stranski oltarji
- Rožnovenski oltar; oltarna slika prikazuje rožni venec, ki ga Mati božja predaja svetemu Dominiku.
- Oltar apostolov Petra in Pavla; desni oltar je posvečen Petru in Pavlu. Med fotografijami na obeh straneh sta sveti Fran Frančišek Ksaverij in Alojzij.
- Marijin oltar; v baročnem oltarju je gotska pietà iz okoli leta 1420 in zlat oltar iz 19. stoletja. Za Marijo, ki drži mrtvo Jezusovo telo, vzhaja zlato sonce. V zgornjem delu oltarja je za križem velikonočno sonce.
- Oltar svete družine; oltarna slika prikazuje sveto družino na njenem domu v Nazaretu. Levo in desno sta kipa svete Katarine in svete Barbare. Tudi stropna freska prikazuje sveto družino. Sveti Jožef stoji ob umirajočem človeku, saj je zavetnik umirajočih.
- Oltar svetega Frančiška Ksaverija; naslednji stranski oltar je posvečen svetemu Frančišku Ksaveriju. Na stropni freski je sveti Frančišek ob krstu Indijancev. Oltarna slika ga prikazuje, ko umira. Kipi predstavljajo svetega Avguština in svetega Florijana.
- Oltar svetega Janeza Nepomuka; kipi predstavljajo apostola Petra in Pavla. Stropna freska prikazuje svetega Janeza Nepomuka pred kraljem Venceslavom.
- Oltar svetega Alojzija; nad Alojzijevim oltarjem s kipi svetega Ignacija Lojolskega in svetega Janeza od Križa je Mölckova freska sveta Alojzija, ko odpoveduje svet in krono.

### Orgle
Orgle so na zahodni empori. Izdelal jih je graški umetnik Ferdinand Schwarz leta 1762. S svojimi 29 registri so bile v 19. stoletju poleg Mariazell in Admonta tretje največje orgle na Štajerskem. Orgle so bile obnovljene leta 1942, od prvotnih je ostal le načrt. Leta 1969 so bile razširjene z dvema dodatnima registroma (trobento in pozavno). Orgle imajo zdaj dva manuala in pedal z električnim delovanjem. Igralna konzola je ob strani. Tu sta tudi kipa kralja Davida in svete Cecilije.

### Prižnica
Prižnica je delo graškega kiparja Mathiasa Leitnerja, narejena leta 1753 iz marmoriranega štuka, podobno siva kot oltarji, rdeče in belo marmorirana. Na akustični strešici so kipi štirih sedečih evangelistov in okronan Kristus kot dobri pastir. Na košu so pozlačeni reliefi Ovce na paši in Prenos pastoralnega Petra.

### Zvonik
Zvonik je visok 54 m, 90 m² površine je pozlačeno (16.500 zlatih plošč) in je najbogatejši zvonik v Avstriji. Napis priča, da ga je 14.julija 1755 naredil Lorenz Husickh, kleparski mojster.
Od leta 1659 do prve svetovne vojne je bilo v zvoniku šest zvonov.
Leta 1942 so zvonove pretopili, le najmanjši, ki ga je leta 1924 darovala skupnost, je ostal. Ker ga ni bilo mogoče vključiti v novo skupino, so ga dali misijonu v San Joséju v Chiquitosu v Boliviji.

### Videooprema
Leta 2007 je bil nameščen videosistem, ki omogoča, da lahko ljudje z vseh sedežev v cerkvi spremljajo obred, mogoče je tudi internetno oddajanje storitev v živo.